# 古賀明
古賀 明（こが あきら、1990年5月25日 - ）は、日本の男性声優。埼玉県出身。ぷろだくしょんバオバブ所属。

## 略歴
幼少期からヒーローなどの役になりきって遊ぶことに興味があり、俳優を目指していたものの、声を褒められた機会が多かったことから、声優になろうと思ったきっかけを持つ。

## 人物
特技には水泳とパントマイム、趣味にはゲームとイラストをそれぞれ挙げている。資格は普通自動車免許、パソコン入力スピード認定試験1級。

## 出演
太字はメインキャラクター。

### テレビアニメ
2015年
- ハイキュー!! シリーズ（2015年 - 2020年、鷲尾辰生） - 2シリーズ

2017年
- 神撃のバハムート VIRGIN SOUL（軍神）

2018年
- 銀魂.（解放軍B、解放軍幹部B、解放軍幹部、真選組隊士、新選組隊士）
- パズドラクロス（SDF艦長）
- バキ（警官、選手）
- しまじろうのわお!（大樹）

2019年
- ルパン三世 グッバイ・パートナー（パイロットA）
- とある科学の一方通行（DA兵）
- Re:ステージ! ドリームデイズ♪（紗由の父）
- 慎重勇者〜この勇者が俺TUEEEくせに慎重すぎる〜（オランド）

2020年
- ぼくのとなりに暗黒破壊神がいます。（店長）
- 忍たま乱太郎（2020年 - 2023年、忍者、旅人、店主、豆腐城城主、町人 他）
- クレヨンしんちゃん（2020年 - 2024年、司会者、芸人、棋士、便器屋店員、映画の男性 他）

2021年
- 最響カミズモード!（ブルギアン）
- ひぐらしのなく頃に業（チンピラ）
- SDガンダムワールド ヒーローズ（黄忠ガンダムデュナメス、茶屋の店員）
- 86-エイティシックス-（2021年 - 2022年、上官）
- 無職転生 〜異世界行ったら本気だす〜（密輸団員A）
- 境界戦機（2021年 - 2022年、鯛焼き屋店員、ヤタガラス隊員） - 2シリーズ
- 見える子ちゃん（電車内のサラリーマン）
- 月とライカと吸血姫（男性）

2022年
- ハコヅメ〜交番女子の逆襲〜（署員）
- 薔薇王の葬列（民A）
- 乙女ゲー世界はモブに厳しい世界です（アトリー）
- ダンジョンに出会いを求めるのは間違っているだろうかIV 新章 迷宮篇（冒険者）
- 勇者パーティーを追放されたビーストテイマー、最強種の猫耳少女と出会う（冒険者G）
- 後宮の烏（兵士B）
- 忍の一時（甲賀忍者、甲賀幹部1）

2023年
- うる星やつら (2022)（水口）
- アルスの巨獣（ナギモリ）
- The Legend of Heroes 閃の軌跡 Northern War（デレック）
- カードファイト!! ヴァンガード will+Dress（2023年 - 2025年、研究員、スオウの父） - 3シリーズ
- 機動戦士ガンダム 水星の魔女（ニュース映像）
- 勇者が死んだ!（町人）
- ゴールデンカムイ（平太の父）
- Dr.STONE（2023年 - 2025年、戦士、職員） - 2シリーズ
- SYNDUALITY Noir（モーガン）
- はたらく魔王さま!!（兵士）
- ゴブリンスレイヤーII（商人）

2024年
- 悪役令嬢レベル99 〜私は裏ボスですが魔王ではありません〜（ユミエラ父）
- 姫様“拷問”の時間です（マッドウルフ）
- Lv2からチートだった元勇者候補のまったり異世界ライフ（男性1）
- 烏は主を選ばない（谷間の男）
- 狼と香辛料 MERCHANT MEETS THE WISE WOLF（使用人）
- 転生したらスライムだった件（水曜師メリス）
- 異世界失格（街の住人）
- トリリオンゲーム（2024年 - 2025年、ホストクラブ店長、スタッフ）
- シャングリラ・フロンティア（2024年 - 2025年、朱雀）

2025年
- 謎解きはディナーのあとで（宝生清太郎、葬儀屋）
- 神統記（テオゴニア）（アキザ）
- SAKAMOTO DAYS（男）
- ニャイト・オブ・ザ・リビングキャット（男性、イチラン＝アロウ）
- 瑠璃の宝石（アナウンサー）

### 劇場アニメ
- クレヨンしんちゃん 激突! ラクガキングダムとほぼ四人の勇者（2020年、ラクガキ兵士）
- クレヨンしんちゃん もののけニンジャ珍風伝（2022年、農家の父）
- 劇場版 からかい上手の高木さん（2022年）

### OVA
- ハイキュー!! 陸 VS 空（2020年、鷲尾辰生、観客）
- ゴブリンスレイヤー -GOBLIN'S CROWN-（2020年、魔術師）

### Webアニメ
- SDガンダムワールド 三国創傑伝（2019年、黄忠ガンダムデュナメス[20]）
- 無限の住人-IMMORTAL-（2019年 - 2020年、浅野虎厳、佐竹）
- ガンダムビルドダイバーズRe:RISE（2019年、村人）
- バトルスピリッツ 赫盟のガレット（2020年 - 2021年、群衆、管理人）
- サイバーパンク エッジランナーズ（2022年、TYGER CLAWS）
- 境界戦機 極鋼ノ装鬼（2023年、ヒヌカン隊員）

### ゲーム
- 白猫プロジェクト（2014年）
- グランブルーファンタジー（2016年[21]）
- 英雄クロニクル（2019年、ジークナハト、シンスケ）
- ファイトリーグ（2019年、ゴリアテ[22][23]）
- ファイナルファンタジーVII リメイク（2020年）
- ライフ イズ ストレンジ2（2020年、ブロディ・ホロウェイ）[24]
- ドラゴンクエストⅩ（2023年、ジア・ネブラ）
- ファイナルファンタジーVII リバース（2024年）
- 18TRIP（2024年）

### デジタルコミック
- 戦争は女の顔をしていない コミック朗読PV（2020年、操車場長、ラジオ放送）

### 吹き替え

#### 映画
- アレックス・ストレンジラブ（ロン・トゥルーラブ〈ウィリアム・ラグズデール〉）
- アンセイン 〜狂気の真実〜（ネイト）
- インヘリタンス（スコット〈マルク・リチャードソン〉[25]）
- X-ミッション（機長）
- グースバンプス モンスターと秘密の書（アンソニー）
- クエスト・オブ・キング 魔法使いと4人の騎士（ケプラー先生）
- ゴーストバスターズ/フローズン・サマー[26]
- サバイバーズ（サーチェック）
- シャドー・オブ・ナイト（ボビー）
- 新感染半島 ファイナル・ステージ（柄シャツ男[27]）
- スクール・オブ・ロック（彫像男）
- スター・ウォーズ/スカイウォーカーの夜明け
- チューリップ・フィーバー 肖像画に秘めた愛（ダーン）
- トリプル・スレット（ジョーイ〈マイケル・ビスピン〉[28]）
- はじまりのうた（ファット・ジミー）
- ハンナ（ディーター）
- ぼくらと、ぼくらの闇（ユージン〈コートニー・シモンズ〉）
- ライオン・キング:ムファサ[29]
- リターン・トゥ・アース 宇宙に囚われた1027日（ザヴィエル）
- リベリオン ワルシャワ大攻防戦（ミキ）
- レベル15（リチャード、テロリスト）

#### ドラマ
- iゾンビ
- FBI: 特別捜査班
- KILLJOYS/銀河の賞金ハンター（ゲラード）
- クィア・アイ（カラモ・ブラウン）
- THE GOOD COP/グッド・コップ
- グッド・ファイト（マイカ）
- クライアント・リスト（マニー・モンロー刑事）
- クリミナル・マインド FBI行動分析課
- サイテー! ハイスクール（スコット・ポケット〈コナー・ミュール〉）
- ザ・ボーイズ（ショックウェーブ、アンソニー）
- ザ・ポリティシャン（マーティン&ルーサー）
- ジ・アメリカンズ
- シカゴ・ファイア（ジョー・クルース〈ジョー・ミノーソ〉[5]）
- ジャック・ライアン（スレイマン）
- SCORPION/スコーピオン
- スキャンダル 託された秘密 シーズン4
- 超能力ファミリー サンダーマン
- バッド・ブラッド: 憎しみのマフィア（ナッツ、コクラン）
- HAWAII FIVE-0
- HOMELAND（コンラッド）
- BOSCH/ボッシュ（ジェリー・エドガー〈ジェイミー・ヘクター〉[5]）
- マスケティアーズ パリの四銃士
- マンダロリアン（ストーク）
- ミレニアル・ガールズ〜ロンドン無計画ライフ〜（ネイサン〈ライアン・バウン〉[30]）
- ラスト・チャンス（キヨシ・ハリス、ダコタ・アレン）
- LUCIFER/ルシファー（ローハン）
- レジデント 型破りな天才研修医（ジュード、フランクリン）
- ロスト・ガール（ジェリー）

#### テレビ番組
- ソーイング・ビー2（マット）

#### アニメ
- アルティメット・スパイダーマン（スパイダーマン・ノワール[5]）
- ガーフィールド・ショー4（ナレーション）
- キポとワンダービーストの冒険（リオ）
- サバンナ・アドベンチャー（セコ）
- パワーパフガールズ
- ライオン・ガード（タムカ、ズイト）

### ボイスオーバー
- アニマルプラネット 一獲千金!恐竜ハンター（ジェイク）
- 地球ドラマチック
- モーガン・フリーマンが語る宇宙6

### ナレーション
- クレイジー・フォー・マウンテン（予告ナレーション）
- ハイドリヒを撃て!「ナチの野獣」暗殺作戦（予告ナレーション）

### CM
- ウィッチャー3 ワイルドハント（ナレーション）
- ゾイドワイルドシリーズ（ナレーション）
- 久光製薬・サロンパス（Mr.CG改めはるおの声[31]）
- ベイブレードシリーズ（ナレーション）

### その他コンテンツ
- ぴた声 フリモメン（2021年[32]） - 音声素材
- VOICEPEAK フリモメン（2022年） - テキスト読み上げ用ソフト
- Synthesizer V AI フリモメン（2024年[33]） - 歌唱音声ソフト

### シリーズ一覧
1. ↑  第2期『セカンドシーズン』（2015年）、第4期『TO THE TOP』第1クール（2020年）
2. ↑  第一部（2021年）、第二部（2022年）
3. ↑  Season2（2023年）、続編『Divinez』Season1（2024年）、続編『Divinez』デラックス編（2025年）
4. ↑  第3期『NEW WORLD』第1クール（2023年）、第4期『SCIENCE FUTURE』第1クール（2025年）